# Crocidura pasha
Crocidura pasha es una especie de musaraña (mamífero placentario de la familia Soricidae).

## Hábitat
Vive en la sabana.

## Distribución geográfica
Se encuentra en Etiopía, Malí, Sudán y posiblemente también en Argelia.